# Euclystis laloides
Euclystis laloides là một loài bướm đêm trong họ Erebidae.